# 山子腳 (新北市)
山子腳，原寫為山仔腳，是臺灣新北市樹林區的一個地名，位於該區中部偏西南。以行政區而言，範圍大致包括樂山里東北部、中山里東北部、山佳里、北園里東北端、彭厝里、東山里、東陽里、東昇里。

## 歷史
台灣清治末期至日治初期，山子腳地區為一街庄，稱為「山仔腳庄」，隸屬於海山堡。該庄南部地區昔日為大漢溪中沙洲，南邊西段以沙洲地與崙仔庄為界，東段以大漢溪分流及主流與三塊厝庄、沛舍坡庄、溪洲庄為界，東邊以兩段大漢溪分流及沙洲地及陸地與彭福庄為界，東北邊為坡內坑庄、塔藔坑庄，西北邊為兔仔坑庄，西南邊為石灰坑庄。
1901年（日治明治三十四年）11月，該庄隸屬於桃園廳，編入第十七區。1905年（明治三十八年）7月，第十七區改稱「樹林區」。1920年（大正九年），該庄改制並雅化為「山子腳」大字，隸屬於臺北州海山郡鶯歌庄，大字下有「山子腳」、「橫坑子」、「大高坑」、「中坑」、「蓋淡坑」小字名。1940年，鶯歌庄升格為鶯歌街。
戰後鶯歌街改制為鶯歌鎮，隸屬於臺北縣，大字亦改制為里。1946年8月，鶯歌、樹林分治，本地區改隸屬新成立的樹林鎮。2010年12月，臺北縣升格為新北市，樹林市改制為樹林區。

## 河道變遷
從前大嵙崁溪（大漢溪）至三角湧附近（公館後地區西北部），因地勢低平，河面加寬，形成網狀河道。三峽溪（三峽河與橫溪各自注入大嵙崁溪分流河道，三峽溪於劉厝埔匯入分流，為橫溪匯注點之上游約八百公尺處。其後因河沙堆積，河床日漸昇高，導致分流消退，原本兩溪匯注處之大嵙崁溪分流河道成為三峽溪河道之延伸，因而形成今日三峽溪納橫榽之勢。
由於河道變遷，原山子腳地區最南端的沙洲地已變成大漢溪主流河道及三峽河匯入處，而較北側的沙洲地已變成陸地。

## 交通
台鐵縱貫線大致以東北－西南走向經過山子腳地區中部偏南，境內設有南樹林車站、山佳車站，等級分屬簡易站、三等站，均只停靠區間車。
市道114號（中山路三段）是永安漁港至萬華的道路，在本地區境內大致與台鐵縱貫線併行，往東北可前往樹林市區、板橋、臺北，往西南可前往鶯歌、八德、中壢、新屋等地。

## 學校
- 育林國中
- 山佳國小